# グレネーダー 〜ほほえみの閃士〜 オリジナルサウンドトラック
『グレネーダー 〜ほほえみの閃士〜 オリジナルサウンドトラック』（グレネーダー 〜ほほえみのせんし〜 オリジナルサウンドトラック）は、テレビアニメ『グレネーダー 〜ほほえみの閃士〜』のサウンドトラック。2004年12月15日にポニーキャニオンから発売された。

## 概要
- 収録されている33曲のうち、主題歌を除く全29曲のBGMは岩崎文紀が手掛けている。
- WOWOW版オープニングテーマ『KOHAKU』とエンディングテーマ『悲しみに負けないで』両曲のTVサイズバージョンの他、地上波版主題歌『暁ノ空ヲ翔ル』と『花のように』両曲のTVサイズ・ボーナストラックも収録されている。
- ジャケットには、主人公・琉朱菜と弥次郎が裸体が描かれている。

## 収録曲目
1. KOHAKU（TV Version） [1:32]
2. 荒野を行く [2:06]
3. 野を駆ける閃き [1:52]
4. しんがりの虎 [1:54]
5. 引き金の重み [2:14]
6. 旅の果てには [1:46]
7. 天使 [2:03]
8. 微笑みは最強の武器 [1:09]
9. 偽りの天 [1:44]
10. 疑惑の街へ [1:43]
11. はびこる悪 [1:46]
12. 戦のない世に [1:58]
13. そして旅へ [1:54]
14. 戦いを憎んで [1:49]
15. もう、笑顔は作れない [1:19]
16. 仮面の下の… [1:47]
17. 強大なる刺客 [1:48]
18. 捕らわれの天 [1:44]
19. 魔に閃く [1:47]
20. 飛鷲風船 [1:36]
21. 悪しき心に [1:40]
22. 秘技の影には [1:40]
23. 瞬撃 [1:39]
24. 戦術閃く [1:46]
25. 決戦の都へ [1:53]
26. 掌 [2:05]
27. 士の道を外れても [2:09]
28. 殲滅閃士 [2:18]
29. 悲しみに負けないで（TV Version） [1:33]
30. アイキャッチa（ボーナストラック） [0:05]
31. アイキャッチb（ボーナストラック） [0:09]
32. 暁ノ空ヲ翔ル（TV Version・ボーナストラック） [1:34]
33. 花のように（TV Version・ボーナストラック） [1:34]